# Charlie Chester
Charlie Chester (26 de abril de 1914 – 26 de junio de 1997), fue un humorista y presentador de radio y televisión de nacionalidad británica, que trabajó casi de manera continua entre las décadas de 1940 y 1990, siendo su estilo similar al de Max Miller.

## Vida y carrera
Su verdadero nombre era Cecil Victor Manser, y nació en Eastbourne, Inglaterra. Tras finalizar sus estudios empezó a trabajar como recadero de una tienda, pero gracias a su habilidad cantando y tocando instrumentos musicales, ganó diversos concursos de talentos. Mientras trabajaba vendiendo viajes, Chester fue consciente de tener mucha labia, por lo que decidió hacerse un humorista profesional. Conocido como "Cheerful" Charlie Chester, era apreciado por la audiencia británica en la década de 1940 gracias al show radiofónico de la BBC Stand Easy. Este show se adaptó a la televisión con el nombre de The Charlie Chester Show en 1949, emitiéndose a lo largo de once años. En el programa intervinieron artistas como Edwina Carroll, Eric 'Jeeves' Grier, Len Lowe, Deryck Guyler, Len Marten, Arthur Haynes y Fred Ferrari.Otros programas radiofónicos de Chester fueron A Proper Charlie y That Man Chester. Otra serie – que en un principio era una sección de The Charlie Chester Show – fue el concurso Pot Luck, primer programa televisivo británico en entregar premios a las preguntas correctamente respondidas.
En 1961 Chester protagonizó una serie de la BBC titulada Charlie Chester On Laughter Service, un show musical y humorístico que visitaba bases militares a lo largo del Reino Unido. La mayor parte del programa fue escrita por Bernard Botting y Charlie Hart. Más adelante, Chester actuó en la sitcom del canal televisivo Channel 4 Never Say Die.
En la década de 1960 empezó a presentar un programa en la BBC Radio 2, y en 1969 se inició su show radiofónico Sunday Soapbox, el cual se mantuvo en antena hasta 1996.
Chester fue también presentador de un programa de música brass band (metal y percusión), que se inició en 1984.
Charlie Chester falleció a causa de una ictus el 26 de junio de 1997 en Twickenham, Londres.  

## Trabajos televisivos
- The Charlie Chester Show (1949) (artista y guionista)
- Christmas Box (1955) (artista)
- Educated Evans (1957) (artista)
- These Are The Shows (1957) (artista)
- The Two Charleys (1959) (artista)
- Charlie Chester On Laughter Service (1961) (artista y guionista)
- Never Say Die (1987) (artista)